# دوم سيرافاني
دوم سيرافاني (بالإيطالية: Dom Serafini؛ بالإنجليزية: Dom Serafini) هو صحفي ومؤلف إيطالي وأمريكي، ولد في 1949 في جوليانوفا في إيطاليا.